# (45073) Doyanrose
(45073) Doyanrose est un astéroïde de la ceinture principale.

## Description
(45073) Doyanrose est un astéroïde de la ceinture principale. Il fut découvert le 7 décembre 1999 à Doyan Rose par J. Ruthroff. Il présente une orbite caractérisée par un demi-grand axe de 2,33 UA, une excentricité de 0,15 et une inclinaison de 6,9° par rapport à l'écliptique.

## Compléments